# High and Low (film 1913)
High and Low è un cortometraggio muto del 1913 diretto da Allan Dwan

## Produzione
Il film fu prodotto dall'American Film Manufacturing Company come Flying A.

## Distribuzione
Distribuito dalla Mutual Film, il film - un cortometraggio in una bobina - uscì nelle sale cinematografiche USA il 1º marzo 1913. Nelle sale britanniche, venne distribuito il 23 aprile 1913.